# Elrosa
Elrosa és una població dels Estats Units a l'estat de Minnesota. Segons el cens del 2000 tenia 166 habitants.

## Demografia
Segons el cens del 2000, Elrosa tenia 166 habitants, 68 habitatges, i 43 famílies. La densitat de població era de 493 habitants per km².
Dels 68 habitatges en un 26,5% hi vivien nens de menys de 18 anys, en un 58,8% hi vivien parelles casades, en un 2,9% dones solteres, i en un 35,3% no eren unitats familiars. En el 30,9% dels habitatges hi vivien persones soles el 23,5% de les quals corresponia a persones de 65 anys o més que vivien soles. El nombre mitjà de persones vivint en cada habitatge era de 2,44 i el nombre mitjà de persones que vivien en cada família era de 3,11.
Per edats la població es repartia de la següent manera: un 24,7% tenia menys de 18 anys, un 5,4% entre 18 i 24, un 24,1% entre 25 i 44, un 19,3% de 45 a 60 i un 26,5% 65 anys o més.
L'edat mediana era de 42 anys. Per cada 100 dones de 18 o més anys hi havia 101,6 homes.
La renda mediana per habitatge era de 34.375 $ i la renda mediana per família de 42.083 $. Els homes tenien una renda mediana de 22.500 $ mentre que les dones 21.563 $. La renda per capita de la població era de 17.227 $. Cap de les famílies i el 9,4% de la població estaven per davall del llindar de pobresa.

## Poblacions més properes
El següent diagrama mostra les poblacions més properes.